# Parapachyloides
Genre
Synonymes
- Goyazella Mello-Leitão, 1931
- Tabatinguera Mello-Leitão, 1935
- Apophysigerus Canals, 1935

Parapachyloides est un genre d'opilions laniatores de la famille des Gonyleptidae.

## Distribution
Les espèces de ce genre se rencontrent au Brésil, en Argentine et au Paraguay.

## Liste des espèces
Selon World Catalogue of Opiliones (24/08/2021) :
- Parapachyloides armatus (Mello-Leitão, 1931)
- Parapachyloides bispinifrons (Roewer, 1943)
- Parapachyloides dentipes Roewer, 1913
- Parapachyloides fontanensis (Canals, 1935)
- Parapachyloides uncinatus (Sørensen, 1879)

## Publication originale
- Roewer, 1913 : « Die Familie der Gonyleptiden der Opiliones-Laniatores. » Archiv für Naturgeschichte, sér. A, vol. 79, no 4, p. 1–256 (texte intégral).